# Hofsós
Hofsós es una pequeña localidad en el norte de Islandia.  Es el puerto comercial más antiguo del norte del país, habiendo sido establecido en el siglo XVI. Cuenta con una población de aproximadamente 200 habitantes y está ubicada a 37 km al este de Sauðárkrókur, en el litoral oeste de la península Tröllaskagi. La distancia a Reikjavik se eleva a 343 kilómetros y la a Akureyri a 133 kilómetros.

## Historia
Hofsós era un importante lugar de comercio para los habitantes del norte de Islandia a partir del siglo XV. En 1858, sin embargo, el poblado de Sauðárkrókur al otro lado del fiordo fue declarado lugar oficial de comercio. Hofsós perdió el monopolio sobre el comercio y decreció en importancia.

## Economía

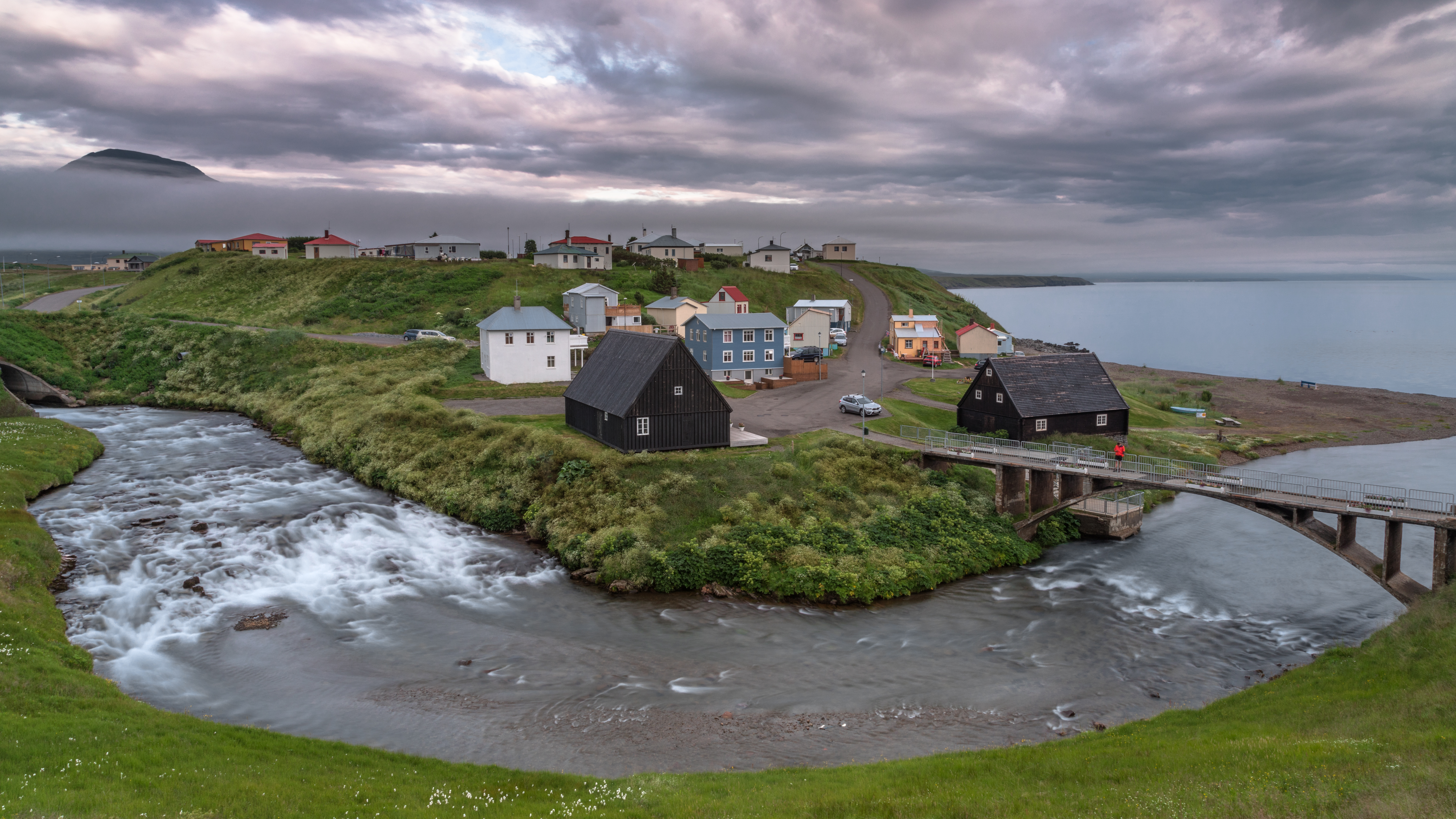
Centro de Hofsós

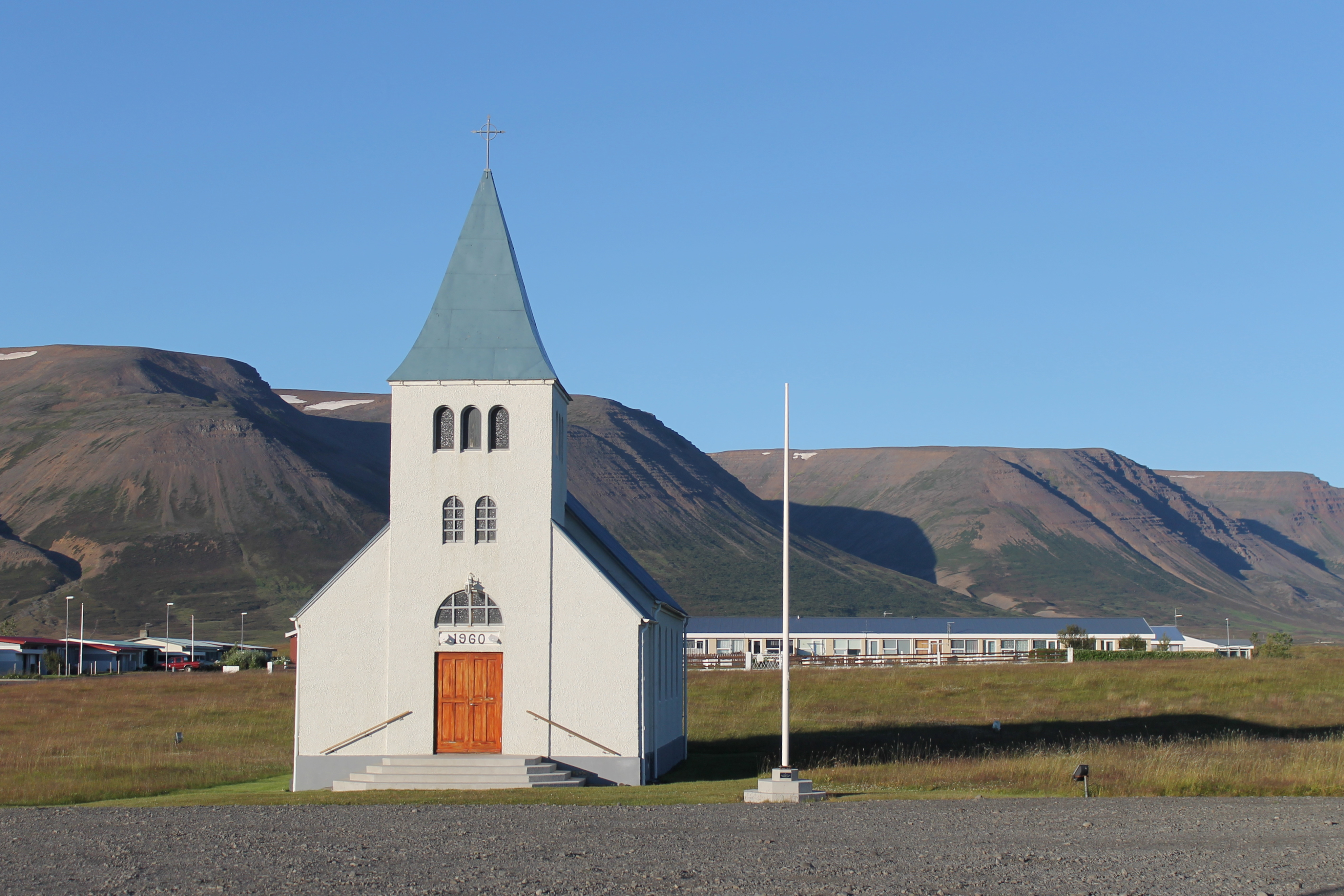
Iglesia de Hofsós

La economía se ha basado principalmente en la industria pesquera al igual que los servicios a las granjas cercanas. Esto se debió en gran parte a su puerto natural. En años recientes Hofsós se ha estado promocionando como una atracción turística.

## Atracciones turísticas
Hofsós cuenta con el Centro de Emigración Islandesa (Vesturfarasetrið á Hofsósi), dedicado a la migración hacia América del Norte de islandeses, la cual alcanzó su máximo punto a principios del siglo XIX.
La Exhibición Drangey está en Pakkhús, el almacén de Hofsós que fue construido en 1777, cuando la localidad contaba aún con un monopolio sobre el comercio. La granja de la colina Masacre (Mannskaðaholl) en el extremo sur del Lago Höfðavatn recibe su nombre por la masacre de saqueadores ingleses, la cual tuvo lugar allí en 1431.
La iglesia de piedra de Hofsós Hofsóskirkja fue inaugurada en 1960. Anteriormente las misas tenían lugar en la iglesia de madera de la aldea Hof a dos quilómetros de Hofsós. Esa Hofskirkja fue construida entre 1868 y 1870 y abriga algunas obras de arte como p. ej. un retablo de 1655 y un púlpito de 1650.
La pequeña iglesia de turba Grafarkirkja que mide sólo 6,25 metros de largura y 3,20 metros de anchura se ubica en la aldea Gröf a cuatro quilómetros de Hofsós. Fue construida en el siglo XVII y renovada en 1953.
El promontorio de Thorðarhöfði  se eleva como una isla desde la costa principal. Está conectada por tierra con la isla principal por arenales que forman un lago de tamaño considerable que cuenta con una rica fauna de aves y truchas para pescar.

## Infraestructura
Otros servicios que se pueden encontrar en Hofsós son hostales, un restaurante, una cafetería, uns piscina pública y un lugar para acampar. También hay agradables caminatas a lo largo de la costa en donde se pueden apreciar buenos ejemplares de columnas basálticas hexagonales.